# 20776 Juliekrugler
20776 Juliekrugler este un asteroid din centura principală de asteroizi.

## Descriere
20776 Juliekrugler este un asteroid din centura principală de asteroizi. A fost descoperit pe 1 septembrie 2000 la Socorro, New Mexico, în cadrul proiectului LINEAR. Asteroidul prezintă o orbită caracterizată de o semiaxă mare de 2,61 ua, o excentricitate de 0,16 și o înclinație de 4,3° în raport cu ecliptica.